# Никлас Бентнер
Никлас Бентнер (дан. Nicklas Bendtner; Копенхаген, 16. јануар 1988) бивши је дански фудбалер. Углавном је играо на позицији центарфора или централног нападача, но у Венгеровој 4-3-3 комбинацији знао је играти и на десној страни.

## Каријера
Фудбалску каријеру започиње у родној Данској, да би 2004. године постао јуниор Арсенала. Након само две године постао је члан прве екипе, но већ га 2006. године Венгер шаље на позајмицу у Бирмингем сити. У тој сезони Бентнер је забележио 42 наступа и постигао 11 погодака. Године 2007. враћа се у Арсенал, но ни тада не добија редовну минутажу јер је дотадашњу легенду, Тијерија Анрија заменио Холанђанин Робин ван Перси. У овом се периоду говорило о Бентнеровом могућем одласку, но Бентнер је ипак остао у Арсеналу и током сезоне 2009/2010. постаје редовни првотимац и замена за Ван Персија у шпици напада.
Први наступ у дресу Данске имао је 16. августа 2006. у пријатељској утакмици против Пољске. Имајући тада само 18 година, Бентнер је постао 7. најмлађи играч који је дебитовао за репрезентацију Данске. До сада је сакупио укупно 60 наступа и постигао 24 погодака од којих су најважнија два гола у победи и ремију против Португала.

## Трофеји
Јувентус
- Првенство Италије (1) : 2012/13.

Арсенал
- ФА куп (1) : 2013/14.

Волфсбург
- Куп Немачке (1) : 2014/15.
- Суперкуп Немачке (1) : 2015.

Розенборг
- Елитсеријен (2) : 2017, 2018.
- Куп Норвешке (1) : 2018.
- Суперкуп Норвешке (2) : 2017, 2018.